# Johanneshovs IP
Koordinaten: 59° 17′ 45″ N, 18° 4′ 55″ O

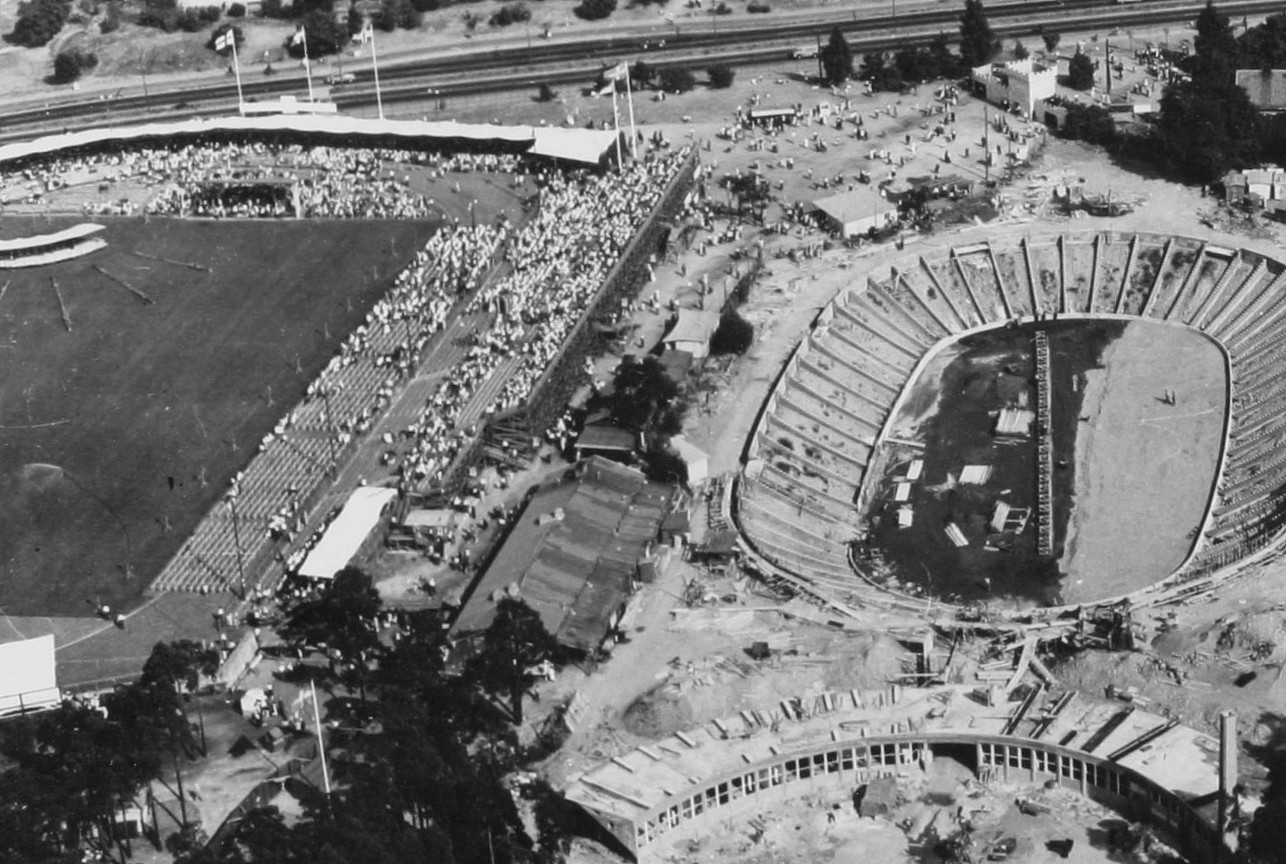
Johanneshovs IP (links) und Johanneshovs Isstadion

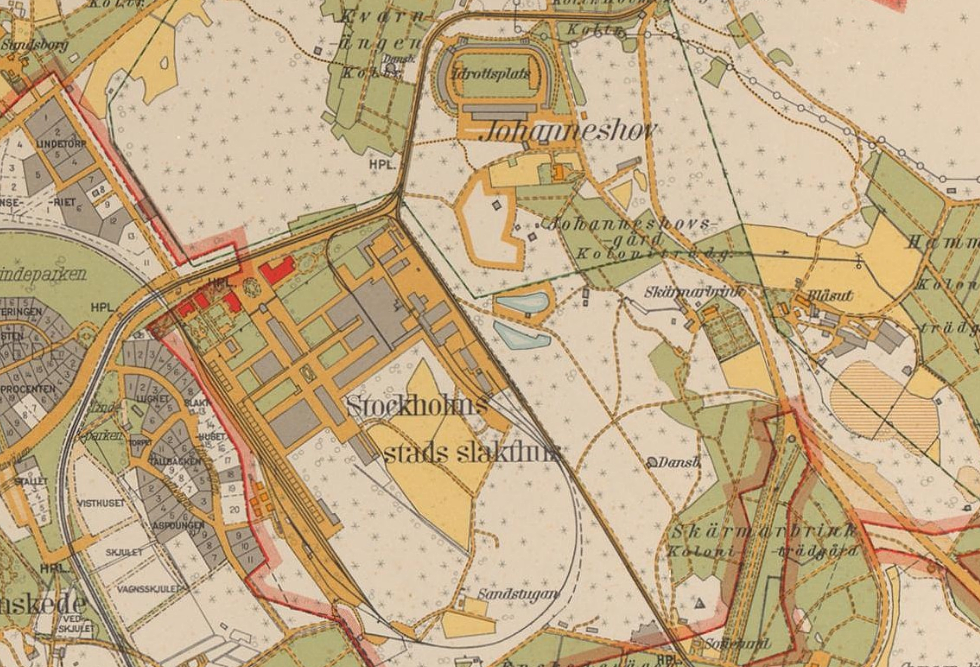
Lage des Stadions (siehe „Idrottplats“ in der Mitte oben) auf einer zeitgenössischen Karte aus den 1920er Jahren

Der Johanneshovs Idrottsplats, in der Regel abgekürzt als Johanneshovs IP, war ein Sportstadion in Stockholm. Zwischen 1928 und dem Abriss 1966, als Platz gemacht wurde, damit auf dem Grund das Söderstadion gebaut werden konnte, wurde es insbesondere von Hammarby IF genutzt.

## Hintergrund und Geschichte
Der Bau des Johanneshovs IP begann 1918 als Teil der Arbeitsbeschaffungsmaßnahmen der Arbetslöshetskommissionen, die kurz nach Beginn des Ersten Weltkriegs zur Bekämpfung der kriegsbedingten Arbeitslosigkeit gegründet worden war und letztlich bis 1940 bestand. Als Gelände diente der Bereich der Ruine der Johanneshov-Schanze, deren 1859 zur besseren Absicherung nach dem Krimkrieg begonnener Bau bereits 1862 gestoppt wurde und dessen Umgebung im Lindhagenplanen zur Modernisierung und Erweiterung der Stadt Stockholm als Basis für einen, später als Johanneshov bezeichneten Stadtteil vorgesehen war. Beim Bau wurden letztlich auch Steine der Ruine einbezogen. Während der Bauarbeiten trat der eigentlich als Hauptnutzer vorgesehene Johanneshov IF Hammarby IF bei – hieraus resultiert das gestreifte Trikot der Mannschaft – und nach Abschluss der über zehn Jahre dauernden Bauarbeiten – neben einer schlechten Finanzierung lag dies auch an den ungelernten Arbeitern, darunter Schneider, Schuhmacher und andere Arbeitslose, die nicht über die erforderlichen Fähigkeiten verfügten – wurde im Juni 1930 die einen Rasenplatz, zwei Schotterplätze und Laufstrecken umfassende Anlage mit Leichtathletik-Wettkämpfen eingeweiht.
Während die Fußballmannschaft zunächst das Olympiastadion Stockholm für zuschauerträchtige Spiele sowie den 1915 eingeweihten Hammarby IP als Heimstadien genutzt hatte, spielte sie ab Mitte der 1940er Jahre zunehmend auch im Johanneshovs IP. Dabei half, dass nun der Ausbau des Stadions sowie anschließend der Bau des benachbarten Johanneshovs Isstadion von der Stadt Stockholm finanziell unterstützt wurden. Zudem wurden vorhandenes Baumaterial und große Mengen Kies aus der Umgestaltung der Stockholmer Innenstadt nach dem Zweiten Weltkrieg insbesondere für die Erdwälle unter den Tribünen herangezogen. Nach ihrer Rückkehr in die Allsvenskan im Sommer 1954 folgten daher mehrere Erstligaspiele der Fußballer, zugleich spielte hier Hammarby Hockey zeitweise im Winter 1954/55 vor der Fertigstellung des benachbarten Johanneshovs Isstadion. 1961 spielten die Fußballer letztmals Wettkampfspiele im Stadion aus, Anfang 1966 nutzte die Bandymannschaft mittels einer Kunsteisfläche das im Laufe des Jahres abgerissene Stadion.